# Inferno - Canto diciannovesimo

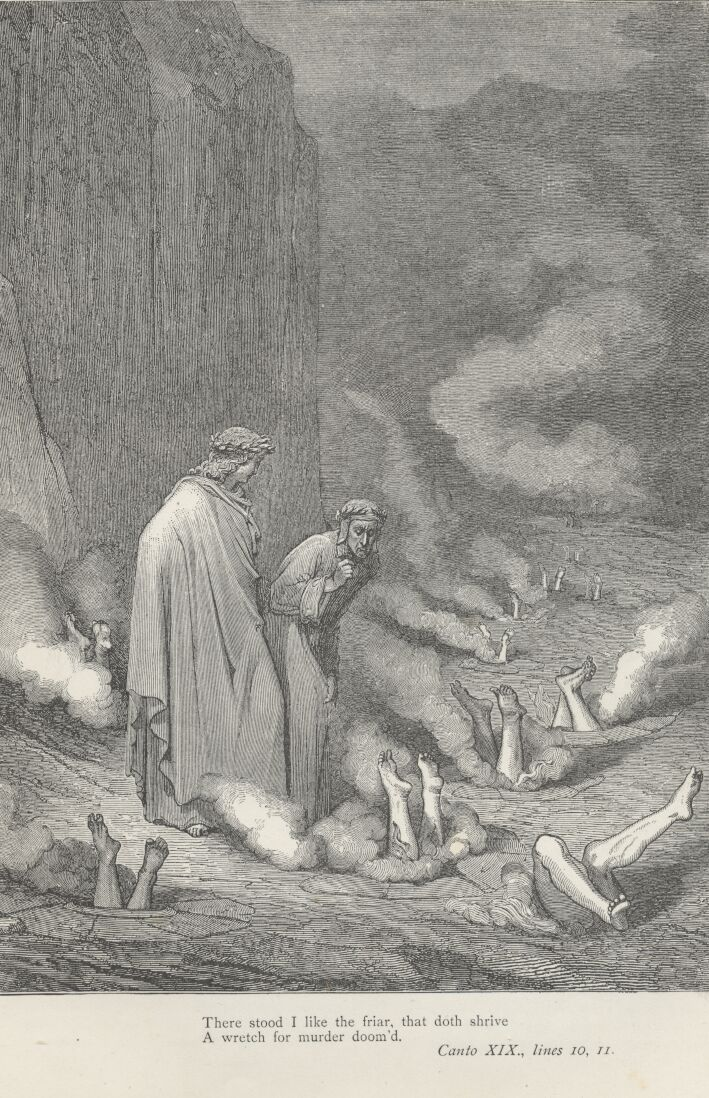
La bolgia dei simoniaci, illustrazione di Gustave Doré

Il canto diciannovesimo dell'Inferno di Dante Alighieri si svolge nella terza bolgia dell'ottavo cerchio, dove sono puniti i simoniaci; siamo nel mattino del 9 aprile 1300 (Sabato Santo), o, secondo altri commentatori, del 26 marzo 1300.

## Incipit
(Anonimo commentatore dantesco del XIV secolo)

## Analisi del canto
C'è una struttura lineare divisa in sequenze.
Il canto si svolge in un clima di sdegno. Nonostante Niccolò III sia sempre presente, vede come vero protagonista Dante. Tema: potere temporale della Chiesa. Alla fine tutte queste idee confluiranno nel De Monarchia.
Luogo: pietra livida dove si aprono pozzi circolari. Qui vi sono i simoniaci a testa in giù. Da questo pozzo escono i piedi dell'ultimo dannato lambiti dal fuoco.
vv. 1-6: apostrofe
vv. 7-30: descrizione terza bolgia e pena
vv. 31-87: incontro con Niccolò III
vv. 88-117: invettiva contro Papi simoniaci
vv. 118-133: si parla del passaggio alla bolgia successiva.

### I simoniaci - versi 1-30
Il canto inizia con un'apostrofe rivolta a Simon Mago, personaggio degli Atti degli Apostoli che intendeva acquistare col denaro la facoltà di fare prodigi da San Pietro e dal cui nome deriva il termine simonia.
In questo canto Dante mostra infatti la bolgia dove sono puniti i simoniaci, all'interno dell'ottavo cerchio dell'Inferno, dedicato ai fraudolenti. Questa bolgia è introdotta in maniera non canonica rispetto alle altre: invece di descrivere l'aspetto generale del luogo per poi scegliere un peccatore, che a sua volta indichi poi i nomi di altri dannati, qui Dante inizia ex abrupto con un'invettiva solenne che annuncia il carattere del canto, dove il poeta esporrà le sue idee in merito alla situazione politica globale, dominata dalle lotte tra papato e impero che erano alla base di tutti i problemi del mondo allora attuale.
che le cose di Dio, che di bontate

deon essere spose, e voi rapaci

per oro e per argento avolterate,

or convien che per voi suoni la tromba,

però che ne la terza bolgia state.»
(vv. 1-6)

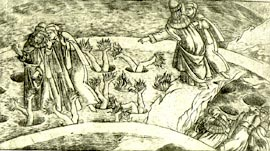
I simoniaci, incisione di Baccio Baldini (XVI secolo)

Il suonare la tromba richiama sia i banditori medievali, che richiamavano l'attenzione, sia il passo dell'Apocalisse di Giovanni dove gli angeli suonano la tromba per annunciare il Giudizio Universale.
Dante inizia solo dopo a parlare di dove si trova: già nella bolgia successiva, sulla parte dello "scoglio" (il ponticello che scavalca la bolgia) che sta sopra la mezzeria del fosso ("Già eravamo, a la seguente tomba, montati de lo scoglio in quella parte ch'a punto sovra mezzo 'l fosso piomba.", vv. 7-9). Quindi il poeta, dopo un'invocazione alla sapienza divina che con giustizia amministra sia il mondo dei vivi sia le punizioni nell'Inferno, inizia a tracciare l'aspetto della nuova fossa: piena di buchi (gli ricordano quelli del bel San Giovanni a Firenze, dove si battezza e dove Dante ebbe occasione di scheggiarne uno quando si trattò di salvare un ragazzo che vi stava affogando) da cui escono le gambe dei peccatori fino alle cosce (il "grosso"), con le piante dei piedi accese da fiammelle che sembrano quelle che lambiscono la superficie ("la buccia") delle cose unte; per il supplizio questi dannati scalciano furiosamente ("per che sì forte guizzavan le giunte, che spezzate averien ritorte e strambe", vv. 26-27, cioè così forte scuotevano i ginocchi che avrebbero spezzato qualsiasi tipo di corda, comprese le fortissime "ritorte" di vimini e le "strambe" di fibre vegetali).

### Papa Niccolò III - vv. 31-87

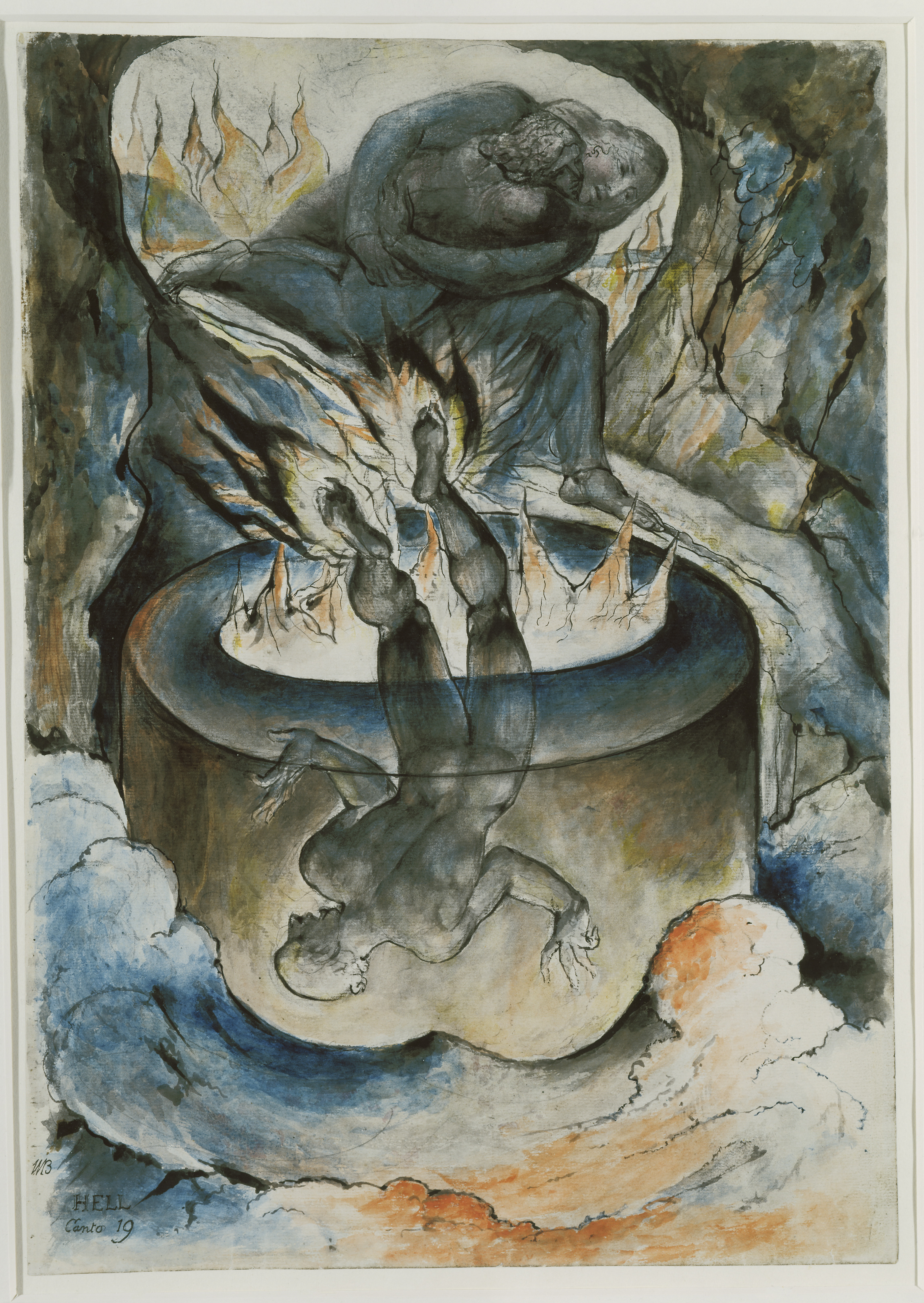
I simoniaci, acquerello di William Blake

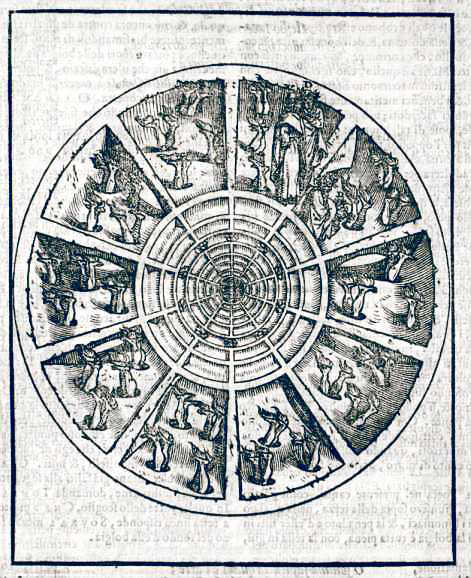
Illustrazione di Alessandro Vellutello (1534)

Dante è subito attratto da una fossa dove il dannato scalcia più degli altri e ha una fiamma più rossa degli altri; Virgilio si offre di accompagnarcelo subito scendendo con lui nella fossa: si scoprirà presto che quella è la fossa riservata nientemeno che ai papi. Con precisione Dante ci racconta la sua risposta e la discesa verso sinistra ("discendemmo a mano stanca / là giù nel fondo foracchiato e arto", vv. 41-42). Arrivati alla fossa, a Dante sembra che l'uomo pianga "con la zanca", cioè con le gambe ("cianca" è un termine dialettale ancora in uso).
Dante allora si rivolge all'anima capovolta:
anima trista come pal commessa",
comincia' io a dir, "se puoi, fa motto".»
(vv. 46-47)
Cioè "Oh tale che stai sottosopra, anima malvagia che stai conficcata come un palo, se puoi parla." La successiva descrizione ha dei toni surreali: Dante dice che stava come il frate che confessi un assassino (all'epoca la parola aveva valore di sicario, e in molte città costoro erano condannati a morte tramite propagginazione, cioè appesi capovolti in una buca che veniva gradualmente riempita fino al soffocamento), che viene richiamato dall'assassino stesso per ritardare il momento della morte; dato che il dannato è un papa, è piuttosto curioso ed eloquente lo scambio di ruoli tra confessato e confessore che qui il poeta immagina.
Il peccatore allora inizia a cantilenare con sorpresa "Se' tu già costì ritto, / se' tu già costì ritto, Bonifazio?", ripetendo due volte la domanda e aggiungendo che forse si è sbagliato lo scritto, cioè il libro del futuro che i dannati possono comprendere, che gli prediceva la sua venuta tra molti anni. Continua apostrofando e malignamente insinuando che forse il nuovo arrivato è già stanco (sazio) di straziare la bella donna che aveva sposato con l'inganno. Dante a queste parole rimane di sasso, perché non le capisce:
per non intender ciò ch'è lor risposto,
quasi scornati, e risponder non sanno.»
(vv. 58-60)
La spiegazione della situazione viene data di lì a poco, dopo che Virgilio ha intimato a Dante ammutolito dal dubbio di rispondere "Non son colui, non son colui che credi", quasi imitando ironicamente la ripetizione della domanda del dannato.
Dante sta parlando con Niccolò III, papa simoniaco che attende la venuta del suo successore, Bonifacio VIII. In quella bolgia infatti vige la regola che stiano in superficie solo gli ultimi arrivati, che poi vengono fatti sprofondare nelle viscere rocciose dopo l'arrivo di un nuovo dannato. Con questo stratagemma Dante può collocare all'Inferno anche i papi non ancora morti, in particolare il tanto odiato Bonifacio VIII che egli vedeva come uno dei personaggi causa delle disgrazie dei suoi tempi. La bella donna alla quale allude Niccolò III altro non è che la Chiesa latina, in una metafora, frequente all'epoca, del matrimonio tra pontefice e Santa Romana Chiesa. La nota del "tòrre con inganno", cioè del "prendere" (sposare con l'inganno), si riferisce alla contestata elezione di Bonifacio, che avrebbe prima indotto ad abdicare il suo predecessore Celestino V, secondo alcuni commentatori identificabile con colui che fece il gran rifiuto (citato da Dante in Inf. III, 60).
Inizialmente Niccolò III (del quale non sappiamo ancora l'identità dal testo) parla presentandosi: (parafrasi) "Se sei così curioso di sapere chi io sia, tanto che hai anche sceso la "ripa", sappi che io fui un papa (vestito del gran manto), e fui un Orsini (figlio dell'orsa), che con cupidigia cercai di far avanzare i miei nipoti (orsatti, cioè orsacchiotti), mettendo lassù averi in borsa e condannando me, qui giù, a esser imborsato" (vv. 67-72).
Continua poi il papa esponendo il meccanismo del tormento in quella bolgia e spiegando che il suo successore lo spingerà giù (Bonifacio VIII morirà solo nel 1303, mentre Dante immagina il viaggio nella primavera del 1300). Continua profetizzando che il suo seguace non starà a farsi "cuocere i piedi" quanto c'è stato lui, perché dopo di lui verrà un papa anche peggiore, "di più laida opra". Questo terzo papa è Clemente V, francese (Dante fa intuire che verrà da ponente), che farà come quel Giasone (quello dei Maccabei spiega Dante, non quello mitologico incontrato nel canto precedente tra i seduttori) che comprò dal suo re (Antioco IV Epifane) la dignità di sommo sacerdote, così egli farà dal suo re di Francia (Filippo il Bello). Il riferimento al papa che diede di fatto inizio alla cattività avignonese non giungendo mai a Roma e stanziandosi nel sud della Francia è stato ed è tuttora motivo di grandi controversie riguardo alla datazione dell'Inferno.
La cantica viene generalmente datata come iniziata nel biennio 1304-1305 o, secondo altre tesi più accreditate, il periodo 1306-1307, coi fatti citati che non vanno oltre il 1309. La prima citazione pervenutaci di un passo della Commedia risale al 1317 ed è contenuta nel retro di copertina di un registro bolognese, mentre i manoscritti più antichi che possediamo risalgono tutti agli anni dopo il 1330. Tra l'altro, si tratta in particolare di copie di Giovanni Boccaccio, che a sua volta le ricopiò non dal manoscritto originale. In questi versi Dante dimostra di essere a conoscenza del fatto che il successore di Bonifacio VIII regnerà meno di Bonifacio stesso (che governò la Chiesa per nove anni). Clemente V regnò fino al 1314 e questa citazione è in contrasto con tutte le teorie di datazione generalmente accettate (a quell'epoca si ritiene che Dante stesse già scrivendo il Purgatorio). La versione attualmente più accreditata è che la citazione riguardo alla durata del pontificato di Clemente sia un ritocco eseguito dal poeta in epoca successiva alla stesura della cantica. Non è d'altronde molto accreditato dagli studiosi il fatto che Dante si fosse solo fidato del suo buonsenso, valutando le condizioni di salute del papa in carica. A favore di quest'ultima ipotesi bisogna però considerare che, affinché Bonifacio VIII stesse a farsi "cuocere i piedi" meno a lungo di Niccolò III, che rimase "imborsato" per ventitré anni (dalla sua morte nel 1280 a quella di Bonifacio VIII nel 1303), Clemente V sarebbe dovuto morire prima del 1326, previsione che Dante poteva ben arrischiare viste le precarie condizioni di salute di Clemente stesso.

### Invettiva contro i papi simoniaci - vv. 88-133

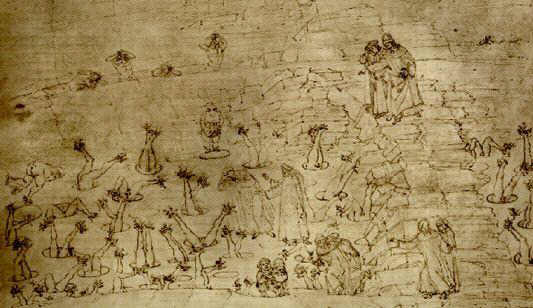
La bolgia dei simoniaci, Sandro Botticelli, (Disegni per la Divina Commedia)

A questo punto Dante si sente di rispondere al Papa. Pur temendo di essere troppo temerario (folle), avvia un discorso (che poi Virgilio, simbolo della ragione, benedirà con il suo assenso): (parafrasi)
"Dimmi dunque, quanti soldi chiese Nostro Signore da San Pietro prima che gli desse le chiavi? Solo un 'Vienimi dietro'; a loro volta né Pietro né gli altri apostoli chiesero alcun oro o argento a Mattia apostolo quando gli offrirono il posto dell'anima malvagia (di Giuda Iscariota); Perciò ti sta bene che tu venga ben punito; per non parlare dei soldi ingiustamente rubati, che ti misero contro Carlo l'ardito (Carlo d'Angiò). Se parlo così è per reverenza delle somme chiavi di pontefice che tenesti in vita, perché dovrei usare parole anche peggiori: la vostra avarizia (anche qui intesa come avidità) rattrista il mondo, schiaccia i buoni ed eleva i malvagi. Proprio di voi parlava profetizzando l'evangelista Giovanni quando nell'Apocalisse citava colei che siede sopra le acque 'puttaneggiando con i re' (la Chiesa, che siede su tutti i popoli rappresentati da tutti i fiumi della Terra, anche se nell'Apocalisse i teologi hanno indicato rappresentare Roma)" (vv. 90-108).
Dante prosegue e passa a interpretare liberamente le figure dell'Apocalisse, dove compare un drago rosso con sette teste e dieci corna, identificato dai primi esegeti biblici con Raab o il Leviatano, ma più frequentemente col Diavolo, comandante delle forze del male, con cui la donna si fortificò finché piacque al marito, cioè al papa stesso. Grave è l'accusa della terzina seguente: Dante dice che ora i Papi adorano un Dio d'oro e d'argento (chiaro è il riferimento all'episodio biblico del Vitello d'oro), che non è nemmeno uno, ma sono cento, come nel diabolico paganesimo.
Infine l'orazione si conclude con un'invettiva contro Costantino I:
non la tua conversion, ma quella dote
che da te prese il primo ricco patre!»
(vv. 115-117)
Parafrasando, Dante rimprovera a Costantino non già la sua conversione, ma la cosiddetta donazione di Costantino, un documento falso (ma la sua non-autenticità fu dimostrata come tale solo nel XV secolo dall'umanista Lorenzo Valla, sebbene già nei secoli prima molti dubbi fossero stati avanzati a tal proposito) che legittimava il potere temporale del papa. Secondo questo documento, che Dante biasimò duramente nel De Monarchia, l'imperatore, prima di trasferire la capitale a Costantinopoli, fece dono a papa Silvestro I della città di Roma, alienando di fatto un pezzo di Impero a un esponente religioso. Forti di tale documento i papi, soprattutto nel Medioevo, avallarono gli scontri con l'Imperatore che erano alla base di gran parte dei problemi politici del Medioevo europeo.
Terminata l'orazione, che il papa dannato ha ascoltato in silenzio contorcendo talvolta le gambe con maggiore energia per la rabbia o per il rimorso, Dante è rincuorato dall'espressione accondiscendente di Virgilio, che, come simbolo della Ragione, ha gradito la professione di "verità" del suo discepolo. Il maestro solleva quindi Dante e lo riporta sul sentiero sopra il fossato. Qui "un altro vallon" viene a mostrarsi al poeta.

## Contrappasso

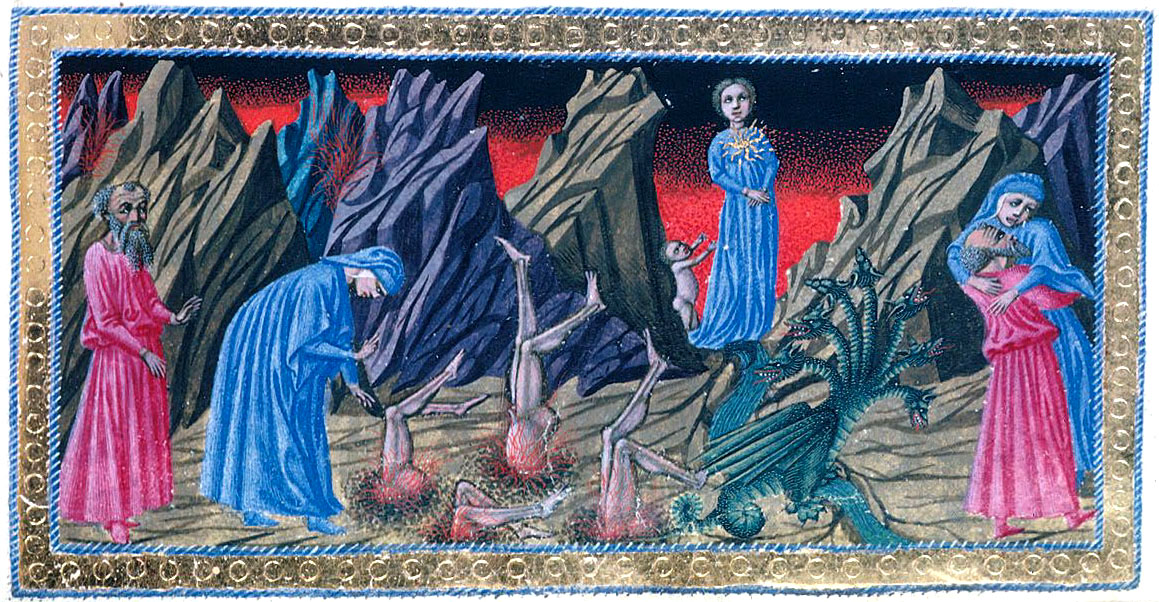
Canto XIX, Priamo della Quercia

Il contrappasso di questi dannati è abbastanza chiaro: poiché essi preferirono guardare alle cose terrene piuttosto che a quelle celesti, ora sono conficcati a testa in giù nel suolo. La santità mancata è sottolineata anche dai due rimandi che indicano l'uso di tali fosse: per i battesimi e per punire gli "assassini" (due cose, fra l'altro, collegate la prima alla nascita, la seconda alla morte). Inoltre, com'essi badarono solo a 'insaccare' denaro, nella terra sono ora 'insaccati'.
La presenza di fiammelle sulle piante dei piedi si potrebbe spiegare in particolare per i papi: al contrario degli apostoli che durante la Pentecoste ricevettero il fuoco dello Spirito Santo sulla testa, essi lo calpestarono. La pena sarebbe poi stata applicata per analogia anche agli altri simoniaci, un po' come la pena della pioggia di fuoco ritagliata sui sodomiti veniva estesa a tutti i violenti contro Dio e natura. La visione del fuoco e la discesa graduale verso l'abisso sono figure presenti anche in alcune visioni di religiosi medievali, come Alberico di Settefrati o San Pier Damiani. Assomiglia sia alla pena degli epicurei (Inf. X: sepolti in tombe infuocate), sia a quella degli avari in Purgatorio, inchiodati al suolo con la faccia rivolta verso il basso.

## Dante e i papi del suo tempo

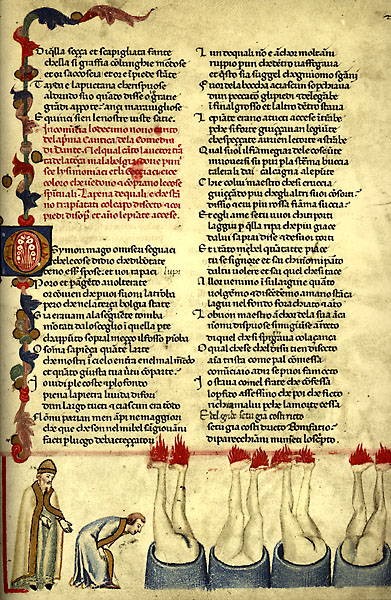
Pagina miniata dal Codice Altoniensis

Durante la sua vita Dante (1265 - 1321) conobbe 14 pontefici. Il suo giudizio sugli eredi di Pietro è spesso duro e si riflette nelle scene in cui questi sono citati nelle sue opere:
1. Papa Clemente IV (1265-1268), citato nel Purgatorio (III, 124-126) come colui che mise il pastor di Cosenza a caccia di Manfredi.
2. Beato Gregorio X (1271-1276), non citato in alcuna opera.
3. Beato Innocenzo V (1276), non citato in alcuna opera.
4. Papa Adriano V (1276), citato nel Purgatorio (XIX) tra gli avari, anche se la sua citazione è dovuta a un equivoco nel quale Dante incorse.
5. Papa Giovanni XXI (1276-1277), citato in Paradiso (XII, 134-135), ma solo in quanto "Pietro Ispano", cioè come filosofo prima che diventasse papa (il suo pontificato fu comunque breve).
6. Papa Niccolò III (1277-1280), in questo canto, tra i simoniaci.
7. Papa Martino IV (1281-1285), citato nel Purgatorio (XXIV, 20-24) tra i golosi
8. Papa Onorio IV (1285-1287), non citato in alcuna opera.
9. Papa Niccolò IV (1288-1292), non citato in alcuna opera.
10. San Celestino V (1294), forse da identificare con colui che fece "il gran rifiuto", tra gli ignavi puniti all'Inferno (III, 60).
11. Papa Bonifacio VIII (1294-1303), responsabile dell'esilio del poeta da Firenze; in questo canto, tra i simoniaci (oltre a molti altri riferimenti qua e là).
12. Beato Benedetto XI (1303-1304), solo un'allusione nelle Epistole (XI, 25).
13. Papa Clemente V (1305-1314), in questo canto, tra i simoniaci.
14. Papa Giovanni XXII (1316-1334), citato in Paradiso (XVIII, 130-136 e XXVII, 58-60), ma in entrambi i casi in maniera negativa, come colui che guastava la "vigna" per cui erano morti Pietro e Paolo.